# Етика (село)
Ети́ка (рос. Этыка) — колишнє село у складі Балейського району Забайкальського краю, Росія. Входило до складу Нижньогірюнінського сільського поселення.

## Історія
Селище Етика було утворено після 1923 року як селище при Етикинському родовищі амазоніту та амазонітового граніту. Раніше тут діяв Етикинський гірничо-збагачувальний комбінат.
До 1958 року селище мало міський статус. 2005 року село Етика ліквідоване та виключене з реєстру.

## Населення
Населення — 3 особи (2002; 1 в 1989).
Національний склад (станом на 2002 рік):
- росіяни — 100 %